# Oroligheterna i Istanbul 2013
Oroligheterna i Istanbul 2013 inleddes 28 maj 2013 och spreds till de största städerna i Turkiet. Protesterna, som började på Taksim-torget i Istanbul, leddes av en grupp miljöaktivister. De ville förhindra att den centrala parken, Taksim Gezi Park, skulle ersättas av en rekonstruktion av de gamla ottomanska militärbarackerna vid Taksim (rivna 1940), som skulle inrymma ett köpcentrum.
Protesterna blev till kravaller, när en grupp som hade ockuperat parken attackerades av polis. Även om det ursprungligen var en protest mot byggandet av ett köpcentrum, har protesterna vänts till en allmän protest mot regeringen. Sedan spreds protesterna till flera turkiska städer och andra länder, som har en betydande turkisk minoritet.
Demonstrationer har ägt rum vid Taksimtorget i Istanbul ,på  gatorna i Ankara  liksom i flera andra städer såsom Bursa, Izmir, Samsun, Izmit, Konya, Antakya, Isparta, Adana, Eskişehir, Antalya, Diyarbakır, Trabzon och Rize. Sistnämnda är premiärminister Erdoğans hemstad.